# Erik Arvidsson
Pour les articles homonymes, voir Arvidsson.
Cet article possède un paronyme, voir Erik Arvidsson Trolle.
 Erik Arvidsson, né le 3 septembre 1996 à Woodside (Californie), est un  skieur alpin américain.

## Biographie
Il est le fils de Pär Arvidsson, champion olympique de natation.
En 2015 il remporte la Coupe nord-américaine de combiné.
En 2016 à Sotchi il devient champion du monde juniors de descente. Cette même année il prend la 3e place du classement général de la Coupe nord-américaine, en remportant le classement du super G et du combiné et en prenant la 2e place en descente.
Il fait son retour en Europe fin 2020. Il remporte 2 descentes de Coupe d'Europe en janvier et février 2021 à Orcières-Merlette et Sella Nevea. Il prend la 3e place du classement général de la Coupe d'Europe de descente.  En coupe du monde, il marque ses premiers points et réalise un superbe top-10 en prenant la 8e place de la descente de Saalbach le 6 mars 2021. En avril il est vice-champion des États-Unis de slalom à Aspen.
En février 2023, il participe à ses premiers championnats du monde, à Courchevel. Il y prend la 9e place du combiné et la 17e de la descente. A la fin de la saison, il remporte pour la première fois la coupe nord-américaine de descente.
En novembre 2023, il se blesse à l'entrainement à Copper Mountain (ligaments du genou) et met fin à sa saison.
Il est de retour en décembre 2024, mais à la fin de ce même mois il se blesse à nouveau le même genou à l'entrainement de la descente de Bormio et met fin à sa saison.

## Palmarès

### Championnats du monde
| Édition / Epreuve        | Descente | Super G | Slalom géant | Slalom | Combiné | Parallèle | Team event |
| Mondiaux 2023 Courchevel | 17e      | -       | -            | -      | 9e      | -         | -          |

### Coupe du monde
- Meilleur classement général : 93e en 2022-2023 avec 53 points
- Meilleur classement de descente : 34e en 2020-2021 avec 32 points
- Meilleur classement de super G : 42e en 2022-2023 avec 28 points

- Meilleur résultat sur une épreuve de Coupe du monde de descente : 8e à Saalbach le 6 mars 2021

#### Classements
| Saison / Épreuve | Saison / Épreuve | Général | Général | Descente | Descente | Super G | Super G | Slalom géant | Slalom géant | Slalom | Slalom | Combiné | Combiné | Parallèle | Parallèle |
| ---------------- | ---------------- | ------- | ------- | -------- | -------- | ------- | ------- | ------------ | ------------ | ------ | ------ | ------- | ------- | --------- | --------- |
| Saison / Épreuve | Saison / Épreuve | Class.  | Points  | Class.   | Points   | Class.  | Points  | Class.       | Points       | Class. | Points | Class.  | Points  | Class.    | Points    |
| 2021             | 2021             | 105e    | 33      | 34e      | 32       | 57e     | 1       | -            | -            | -      | -      | -       | -       | -         | -         |
| 2023             | 2023             | 93e     | 53      | 43e      | 25       | 42e     | 28      | -            | -            | -      | -      | -       | -       | -         | -         |
| 2025             | 2025             | 142e    | 8       | 51e      | 8        | -       | -       | -            | -            | -      | -      | -       | -       | -         | -         |

### Championnats du monde juniors
| Épreuve / Édition     | Descente | Super G | Slalom géant | Slalom  | Combiné | Team event |
| Mondiaux 2015 Hafjell | 11e      | 19e     | 34e          | 22e     | 31e     | -          |
| Mondiaux 2016 Sotchi  | Or       | 15e     | 14e          | Abandon | Abandon | -          |
| Mondiaux 2017 Åre     | Abandon  | 20e     | 10e          | Abandon | 22e     | -          |

### Coupe d'Europe
4 Top-10 dont 2 victoires en descente

#### Classements
| Saison / Épreuve | Saison / Épreuve | Général | Général | Descente | Descente | Super G | Super G | Géant  | Géant  | Slalom | Slalom | Combiné | Combiné |
| ---------------- | ---------------- | ------- | ------- | -------- | -------- | ------- | ------- | ------ | ------ | ------ | ------ | ------- | ------- |
| Saison / Épreuve | Saison / Épreuve | Class.  | Points  | Class.   | Points   | Class.  | Points  | Class. | Points | Class. | Points | Class.  | Points  |
| 2021             | 2021             | 16e     | 285     | 3e       | 285      | -       | -       | -      | -      | -      | -      | -       | -       |

### Coupe nord-américaine
6 victoires

#### Classements
| Class. | Points | Class. | Points | Class. | Points | Class. | Points | Class. | Points | Class. | Points |     |     |   |   |
| 2015   | 2015   | 14e    | 312    | 21e    | 20     | 4e     | 150    | 60e    | 20     | 51e    | 22     | 1er | 100 |   |   |
| 2016   | 2016   | 3e     | 680    | 2e     | 192    | 1er    | 310    | 66e    | 18     | -      | -      | 1er | 160 |   |   |
| 2023   | 2023   | 7e     | 505    | 1er    | 340    | 6e     | 165    | -      | -      | -      | -      | -   | -   | - | - |